# Пшисенжняк, Францишек
Францишек «Отец Ян» Пшисенжняк (пол. Franciszek „Ojciec Jan” Przysiężniak; 22 сентября 1909, Крупе — 30 сентября 1975, Ярослав) — поручик (позднее майор) артиллерии Войска Польского, офицер Национальной Войсковой Организации и Национального Воинского Союза, деятель Польского подпольного государства. В годы Второй мировой войны командир партизанского отряда 44 в Армии крайовой.

## Биография
Окончил Волынскую школу подхорунжих запасов артиллерии во Владимире-Волынском. В 1938 году начал службу в 16-м поморском полке лёгкой артиллерии. Участвовал в сентябрьской кампании. 28 сентября под Томашувом-Любельским попал в немецкий плен. Бежал из конвоя в Германии, в 1942 году возглавил Повятовое командование Национальной войсковой организации в Красноставе. Возглавлял диверсионное отделение Национальной Воинской Организации, позднее вошёл в состав Армии Крайовой. В ноябре 1943 года произведён в капитаны.
Пшисенжняк, известный под псевдонимом «Отец Ян», командовал в Яновских лесах 44-м партизанским отрядом, который считался одним из лучших отрядов Армии Крайовой и всего польского подполья. Даже без своего командира отряд успешно участвовал в Битве на Порытом взгорье. Однако отряд также печально прославился массовым мародёрством в украинских деревнях и преследованием украинского гражданского населения: о бесчинствах отряда сообщил Нарцис Вятер, окружной командир отряда «Завоя» Батальонов Хлопских..
30 мартa 1945 года 23-летняя жена Францишека, Янина «Яга» Пшисенжняк, которая была на седьмом месяце беременности, была убита выстрелом в затылок агентом Министерства общественной безопасности Анджейa Мачайa в Курылувке. Францишек возглавил группу лесных отрядов «Сян». 5 мая (по другим данным, 6 или 7 мая) его отряд участвовал в стычке при Курилёвке с частями НКВД, в ходе которой было убито 57 сотрудников НКВД. Осенью 1945 года он перебрался в Поморье и был назначен командиром округа Национального Воинского Союза между Бродницей и Вонбжезьно.
15 мая 1946 года Францишек Пшисенжняк арестован в Гданьске, осуждён на 4 года тюрьмы и был амнистирован через год. Однако 3 сентября 1948 года его опять арестовали и осудили на 15 (или 8) лет тюрьмы. Отсидел в тюрьме во Вронках, 24 декабря 1954 (или 1951) года был освобождён. В 1971 году его попытались завербовать сторонники Армии Крайовой, но он наотрез отказался с ними сотрудничать. Умер 30 сентября 1975 года в Ярославе.
В 1992 году по просьбе жены Евгении дело Пшисенжняка по антигосударственной деятельности рассмотрели и полностью посмертно оправдали майора.
Награждён орденом «Virtuti Militari» V класса, Крестом Армии Крайовой. Имел звание майора Вооружённых сил Польши, посмертно произведён в полковники.